# Knešpolje
Knešpolje je naseljeno mjesto u gradu Širokom Brijegu, Federacija Bosne i Hercegovine, BiH.

## Povijest
U veljači 1945. godine u Knešpolju partizanske su snage likvidirale četrdesetak civila, među kojima je bio i jedan franjevac. Masovna grobnica Dubrava, u kojoj su pokopani civili, nalazi se na lokalnoj cesti Knešpolje – Dubrava – Uzarići, u zaselku Barbarići, na prvoj velikoj krivini od skretanja s glavne ceste Široki Brijeg – Mostar, dvjesto metara južno prema rijeci Lištici.
Prije nego što su partizani ubili nedužne civile, civili su bili smješteni u privremenom zatvoru, točnije štali Stanka Barbarića. Na red je došlo strijeljanje, javilo se 10 – 12 partizana, među njima i jedna partizanka, koja je pobila većinu. Partizani su odveli zarobljenike u šumu, a natjerali njihove bližnje da im kopaju jame za pogubljenje. Također su i partizani mobilizirali većinu stanovništva Knešpolja, a dio stanovništva koji nije likvidiran ulaskom partizana u selo, likvidiran je u Kočevskom Rogu, Hudoj Jami i Bleiburgu. 
Masovna grobnica Dubrava u Knešpolju najveća je masovna grobnica u Općini Široki Brijeg.
Zaštitnik Knešpolja je Sveti Ivan Krstitelj.

## Stanovništvo

### Popisi 1971. – 1991.
| Knešpolje          |                |               |             |
| godina popisa      | 1991.          | 1981.         | 1971.       |
| Hrvati             | 1105 (99,54 %) | 975 (99,69 %) | 951 (100 %) |
| Srbi               | 0              | 0             | 0           |
| Muslimani          | 0              | 0             | 0           |
| Jugoslaveni        | 3 (0,27 %)     | 0             | 0           |
| ostali i nepoznato | 2 (0,18 %)     | 3 (0,30 %)    | 0           |
| ukupno             | 1110           | 978           | 951         |

### Popis 2013.
| Knešpolje          |                |
| godina popisa      | 2013.          |
| Hrvati             | 1312 (99,24 %) |
| Srbi               | 1 (0,08 %)     |
| Bošnjaci           | 0              |
| ostali i nepoznato | 9 (0,68 %)     |
| ukupno             | 1322           |